# Глейшер (округ)
Округ Глейшер (англ. Glacier County) располагается в штате Монтана, США. Официально образован в 1919 году. По состоянию на 2010 год, численность населения составляла 13 399 человек.

## География
Согласно данным Бюро переписи населения США, общая площадь округа равняется 7 865,838 км2, из которых 7 759,648 км2 суша и 106,190 км2 или 1,400 % это водоёмы.

## Климат
Глейшер преимущественно находится в полузасушливом климате, который согласно классификации климатов Кёппена сокращённо обозначается на климатических картах аббревиатурой «BSk», с долгой, холодной, сухой зимой и коротким, теплым, более влажным летом. 
Зимой очень холодные арктические воздушные массы перемещаются на юг и воздействуют на восточную сторону Американского континентального водораздела. Во время таких вторжений Глейшер, с его сравнительно большой высотой и рельефом, часто оказывается самым холодным местом в нижних 48 штатах США. Близость к восточным склонам Скалистых гор также делает этот район подверженным периодическим ветрам шинук, которые могут быстро повышать температуру воздуха в округе.

## Население
По данным переписи населения 2000 года в округе проживает 13 247 жителей в составе 4 304 домашних хозяйств и 3 245 семей. Плотность населения составляет 2,00 человека на км2. На территории округа насчитывается 5 243 жилых строений, при плотности застройки около 1,00-го строения на км2. Расовый состав населения: белые — 35,43 %, афроамериканцы — 0,08 %, коренные американцы (индейцы) — 61,80 %, азиаты — 0,07 %, гавайцы — 0,05 %, представители других рас — 0,18 %, представители двух или более рас — 2,39 %. Испаноязычные составляли 1,20 % населения независимо от расы.
В составе 42,90 % из общего числа домашних хозяйств проживают дети в возрасте до 18 лет, 53,30 % домашних хозяйств представляют собой супружеские пары проживающие вместе, 16,20 % домашних хозяйств представляют собой одиноких женщин без супруга, 24,60 % домашних хозяйств не имеют отношения к семьям, 21,60 % домашних хозяйств состоят из одного человека, 7,70 % домашних хозяйств состоят из престарелых (65 лет и старше), проживающих в одиночестве. Средний размер домашнего хозяйства составляет 3,03 человека, и средний размер семьи 3,56 человека.
Возрастной состав округа: 34,90 % моложе 18 лет, 9,10 % от 18 до 24, 26,90 % от 25 до 44, 19,90 % от 45 до 64 и 19,90 % от 65 и старше. Средний возраст жителя округа 31 лет. На каждые 100 женщин приходится 97,90 мужчин. На каждые 100 женщин старше 18 лет приходится 94,10 мужчин.
Средний доход на домохозяйство в округе составлял 27 921 USD, на семью — 31 193 USD. Среднестатистический заработок мужчины был 27 445 USD против 23 036 USD для женщины. Доход на душу населения составлял 11 597 USD. Около 23,50 % семей и 27,30 % общего населения находились ниже черты бедности, в том числе — 32,70 % молодежи (тех, кому ещё не исполнилось 18 лет) и 20,10 % тех, кому было уже больше 65 лет.